# Benin na Svjetskom prvenstvu u atletici 2015.
Benin se kao član IAAF-a natjecao na Svjetskom prvenstvu u atletici 2015. u Pekingu, od 22. do 30. kolovoza 2015., s jednim predstavnikom - Noéliom Yarigo, trkačicom na 800 metara.

## Rezultati

### Žene

#### Trkačke discipline
| Atletičar     | Disciplina | Kvalifikacije | Kvalifikacije | Četvrtzavršnica | Četvrtzavršnica | Poluzavršnica | Poluzavršnica | Završnica | Završnica |
| Atletičar     | Disciplina | Vrijeme       | Plasman       | Vrijeme         | Plasman         | Vrijeme       | Plasman       | Vrijeme   | Plasman   |
| ------------- | ---------- | ------------- | ------------- | --------------- | --------------- | ------------- | ------------- | --------- | --------- |
| Noélie Yarigo | 800 metara | 2:02.48       | 35.           | DNA             | DNA             | DNA           | DNA           | DNA       | DNA       |

- DNA - nije se kvalificirala